# João, o Eremita e os 98 Ascetas de Creta
João, o Eremita e os 98 Ascetas de Creta foram 99 santos eremitas, nativos do Egito, Chipre e Turquia que viveram o monasticismo asceta na ilha de Creta. João, o Eremita, o pai espiritual dos outros 98, foi um monge nascido no Egito.

### História hagiográfica
São João, o Eremita nasceu por volta do século XIII, no Egito, e tornou-se um asceta quando era muito jovem. Durante alguns anos foi discípulo e filho espiritual de São Farmúcio, até que decidiu entrar numa solidão mais profunda, vivendo, então, como eremita com austera disciplina acética. Junto com outros 35 homens piedosos, ele foi para Chipre, para viver em ascetismo, lá eles se tornaram conhecidos por suas habilidades para curar doenças. As histórias de São João e seus homens chegaram aos outros ascetas da ilha, e 39 deles se juntaram ao grupo. Depois de um tempo todos eles seguiram para Attaleia (Antália), na atual Turquia, onde outros 24 ascetas se juntaram a eles. 
Então, João e seus seguidores, após orarem a Deus para mostrar-lhes um lugar onde pudessem viver piedosamente em solidão, ao que lhes foi guiado que deveriam ir para Creta. Então, os 99 padres, vindos do Egito, Chipre e Turquia, velejaram, sob a liderança de São João, em direção à ilha. Entretanto, por causa de uma violenta tempestade, eles deram meia-volta para aportar na ilha de Gavdos. Quando a tempestade se acalmou, após 24 dias, os ascetas partiram novamente, mas, segundo a tradição, quando eles estavam prestes a embarcar no navio, Deus tornou João invisível aos olhos deles, então, por engano, partiram sem ele. Ao chegarem a Creta, os ascetas descobriram que João não estava entre eles, percebendo que ele ainda devia estar em Gavdos e da praia o chamaram. Na ilha, João miraculosamente ouviu o chamado deles e, fazendo uma oração, jogou sua túnica na água e navegou – de pé na túnica – para Creta em três horas.
Os Santos se estabeleceram na costa sudoeste de Creta: em duas grandes cavernas, Zoures e Characas, perto de Azogires, que se perde nas montanhas entre Sougia e Palaiochora. O primeiro lugar onde se estabeleceram foi sob um grande plátano. Eles desejavam que o plátano permanecesse sempre verde, no verão e no inverno, e seus galhos formassem cruzes, ambos realmente ocorreram, além disso, disseram eles, que a árvore não deveria morrer antes de ter 99 cruzes. São João também fundou uma igreja, que acabou por ser conhecida como o Mosteiro dos Santos Padres. 
No início, os santos padres dormiam na caverna perto do plátano, enquanto João ficava na caverna acima da aldeia. No entanto, buscando uma solidão ainda maior, São João deixou Azogires e foi para a península de Acrotíri para viver separadamente. Ali, em uma das cavernas do majestoso e selvagem desfiladeiro de Avlaki (a 20 km da atual Chania), o eremita passava seus dias em oração. Na solidão, ele levava uma vida ascética tão severa que, de exaustão, se ajoelhando o tempo inteiro em oração, não conseguia andar e tinha que se mover de joelhos ou engatinhando, coletando dessa forma escassa comida – frutos e vegetais de hortas. Para se proteger do frio, ele usava uma pele de carneiro.  
Em determinado dia, um caçador notou o que lhe pareceu um animal selvagem quadrúpede que comia os estoques em um campo. O caçador, então, munido de seu arco e flecha, atirou no suposto animal. A flecha atingiu o peito do santo, mas, mesmo gravemente ferido, João teve forças para rastejar de volta até sua caverna, onde foi apanhado pelo caçador, que seguiu a trilha sangrenta. No mesmo instante em que ele entrou na caverna, uma luz forte começou a brilhar e então ele viu João morrendo no chão, percebendo que havia atingido não um animal, mas um homem santo. Assim, ao cair em desespero, se jogou soluçando aos pés de João. Antes de morrer, o santo eremita conseguiu conceder-lhe o perdão e abençoou-o para que passasse o resto da vida em arrependimento, mas fez ainda um pedido: que o fazendeiro fosse a Azogires contar aos seus 98 irmãos que ele estava morrendo e que eles deveriam morrer com ele. O homem assim o fez, mas quando chegou a Azogires, os 98 santos padres haviam morrido todos juntos no dia anterior, pois, segundo a tradição, mesmo antes da morte de João, o Eremita, seus seguidores fizeram uma oração ardente a Deus, pedindo-lhe que morressem um dia com o santo e fossem para o Reino dos Céus, assim, quase simultaneamente adormeceram para sempre para se juntar ao seu mentor.
No local do último refúgio do santo no desfiladeiro de Avlaki, surgiu o mosteiro de João, o Eremita, também conhecido como Katholiko. Isolado nas montanhas, é considerado o mais antigo de Creta e ainda é um local de peregrinação. Na gruta do santo existe uma capela a ele dedicada. A ponte sobre o desfiladeiro conecta a igreja do mosteiro com a encosta oposta, onde eremitas, seguidores de João, viviam em pequenas "cavernas-celas".

## Glorificação
O selo patriarcal de seu reconhecimento como santos foi realizado em 1632 pelo patriarca cretense Cirílo Lucaris, com 21 hierarcas sinodais, com a seguinte mensagem oficial: 
"Na ilha mais bem governada de Creta, o devoto João, o Eremita, brilhou em ascetismo e os 98 viveram asceticamente com o mesmo zelo e modo de vida juntos, harmoniosamente. E o Senhor glorificou suas vidas com maravilhosos milagres."